# 福山芳樹
福山芳樹（1963年9月14日—），神奈川縣鎌倉市出身的音樂人。Three Nine Entertainment（seesonic／GENEON ENTERTAINMENT）所屬。愛稱：“福ちゃん（Fuku chan）、ボンバー（Bomber）”等。

## 簡史
- 1984年，受到邀請加入[Kirenjaku] 黄連雀
- 1988年，與古屋敏之、麻生祥一郎組成「HUMMING BIRD」。擔任主唱、吉他和鍵盤手。
- 1990年，獲得AXIA MUSIC徵選，歌部門最優秀賞。
- 1991年，以「HUMMING BIRD」正式出道。
- 1994年，在電視動畫「超時空要塞 7」中，擔任「Fire Bomber」主唱兼男主角熱氣巴薩拉的歌聲代唱。
- 2000年，「HUMMING BIRD」解散，開始個人活動。
- 2002年，與牛島正人組成「WILD VOX」。
- 2003年，接受影山浩宣的邀請，加入動畫歌手團體「JAM Project」。

### 華人地區活動
- 2006年11月4日，於台灣台北公館THE WALL舉行「YOSHIKI FUKUYAMA LIVE TOUR 2006 IN TAIWAN」。
- 2008年11月23日，與神奈延年以雙人團體福神身份，於台北台泥大樓士敏廳舉行「FUKUJIN TOUR 2008 IN TAIWAN」。
- 2009年12月20日，於香港九龍灣國際展貿中心舉行「福山芳樹 FIRE BOMBER in HK LIVE」。
- 2010年1月31日，於台灣台北1710 Live Studio舉行「YOSHIKI FUKUYAMA Asia Tour 2009-2010 IN TAIWAN」。
- YOSHIKI FUKUYAMA The 2nd ASIA LIVE TOUR 2010-2011
●2010年12月4日/12月5日中國上海同樂坊芷江夢工場
●2011年1月21日台灣台北Legacy Taipei 傳 音樂展演空間
●2011年1月23日香港國際展貿中心 HITEC Rotunda 3
- 2015年8月22日，於台灣台北公館THE WALL舉行「MAGNOLIA TOUR 2015」個人演唱會。[1]
- 2016年12月31日，於香港九龍灣國際展貿中心地下Music Zone@E-Max香港舉行「福山芳樹25週年巡唱in香港～YOSHIKING的逆襲～香港倒數篇」
- 2017年1月14日，於台灣台北ATT SHOW BOX舉行「福山芳樹25週年巡唱in台灣～YOSHIKING的逆襲～台灣登陸篇」

## 人物
- 唱歌特色是可以分別使用沙啞粗野的極高暴走音以及慢曲裡纖細乾淨的聲音。
- 從「HUMMING BIRD」時代開始習慣抱著吉他自彈自唱的風格，其實在舞台上沒拿樂器似乎會不安。因此當時加入「JAM Project」時，在舞台上會使用像Freddie Mercury一樣的棒狀物，兩手握著麥克風唱歌。但是那根棒子常打到其他成員，現在被封印起來。
- 麻生祥一郎身為「福山樂團」的一員，在「HUMMING BIRD」解散後也繼續支援著福山。
- 主要擔任作詞的福山恭子是福山的妻子。
- 年幼的時候就習慣親近音樂，5歲開始學鋼琴。但是幾乎都用耳朵來記住曲子，看著樂譜演奏不出來。現在也是說「很不擅長樂譜」。
- 非常喜歡武裝鍊金的主角，因為主張的方針和自己相似。
- 搖滾精神強烈，存在著許多對現代社會感到憤怒和悲哀的反抗曲子。
- 對於行動電話不太拘泥的性格，被影山浩宣說：「明明也沒有使用1seg（透過手機能收看數位電視的服務），卻還開著天線」。
- 三圍是貓型機器人（哆啦A夢）。
- 是NICO NICO動畫的重度使用者，也知道自己的歌曲「真赤な誓い」在NICO NICO動畫裡的狂熱歌詞彈幕。

## 作品

### 單曲
1. 真赤な誓い（2006年11月22日）
  1. 1- 真赤な誓い（電視動畫「武裝鍊金」片頭曲）
  2. 2- 鳥がいない
  3. 3- 真赤な誓い（Instrumental）
  4. 4- 鳥がいない（Instrumental）
2. 獣になれ！ 『置き場がない！』主題歌『獣になれ！』
  1. 獣になれ！（2010年5月27日）
  2. 1- 獣になれ！
  3. 2- DECEMBER
  4. 3- 獣になれ！(instrumental)
  5. 4- DECEMBER(instrumental)
3. 鵺の森(2014年5月21日)
  1. 1- 鵺の森 （PC GAME「放課後の不適格者」主題歌）
  2. 2- サナギ （PC GAME「放課後の不適格者」メインテーマ）
  3. 3- 一番星と君と（PC　GAME「置き場がない！」片尾曲）
  4. 4- 鵺の森(instrumental)
  5. 5- サナギ(instrumental)
  6. 6- 一番星と君と(instrumental)

### 專輯
1. 叫ぶ男の肖像（2003年8月22日）
  1. この空の下に君がいるから
  2. Nightingale
  3. 花ざかりの街
  4. Julia
  5. 八月六日
  6. 夏色の夜
  7. 真白にかわれ
  8. MAD MACHINE
  9. 冬
  10. 季節の跡
  11. 誰かが君を待っている
2. Jungle Lady（2004年7月9日）
  1. RED DATA FRIENDS
  2. ゼロになれ
  3. ジェラシー
  4. Jungle Lady
  5. 白い森
  6. 神の国
  7. Something Great
  8. FLOWER
  9. 昨日
  10. 不通（Instrumental）
  11. NA NA NA
  12. ビキニの空の消えない火
3. FUKUYAMA FIRE !!!～A Tribute To Nekki Basara～ （2005年5月25日）
  1. HOLY LONELY LIGHT
  2. NEW FRONTIER
  3. 突撃ラブハート
  4. DYNAMITE EXPLOSION (Live Version)
  5. REMEMBER 16
  6. 夢の道 (Live Version)
  7. SUBMARINE STREET
  8. PLANET DANCE
  9. LIGHT THE LIGHT
  10. 名もなき果ての街で
  11. Heart&Soul
  12. STARLIGHT DREAM (Live Version)
  13. ANGEL VOICE
  14. LIKE A FIRE
4. ALLEGORY（2006年4月12日）
  1. 寓話
  2. 迷宮時代
  3. 別れ道
  4. DON'T WORRY
  5. 赤い花びら
  6. 素晴らしい世界
  7. MR.アップルヘッド
  8. まだらの空
  9. DR.Shadow
  10. BINBO BLIZZARD
  11. 星空のレクイエム
5. YELLOW HOUSE（2007年8月22日）
  1. 始まりの日
  2. RISING SUN
  3. My Yellow House
  4. 君の友達
  5. スモーキーマウンテン
  6. Beautiful Angel
  7. クランベリー・パイ
  8. Help Me
  9. Blue Onion（Instrumental）
  10. 鳥がいない
  11. 一週間
  12. 真赤な誓い（Album Version）
6. SYNAPSE(2011年4月6日)
  1. Party
  2. 俺は今日から宇宙人
  3. Dawn
  4. こだわりハリー
  5. 昨日見た未来
  6. 雪の日に
  7. 逃避行
  8. 透明人間
  9. 境界線
  10. 混沌の中をさ迷って

### 合集
- 「ハムスター倶楽部」Song Collection

2001年1月20日（Columbia Music Entertainment）
印象歌「Make my day!」收錄
- 電視動畫《帝皇戰紀》主題歌單曲

2002年9月21日（Victor Entertainment ）
片頭曲「キングゲイナー・オーバー！」收錄
- 電視動畫「L/R -Licensed by Royal-|L/R」ORIGINAL SOUND TRACK VOCAL SIDE

2003年2月21日（Victor Entertainment ）
印象歌「Always」收錄
- SONGS FROM age

2003年7月24日（Lantis）
PC遊戲「大空寺危機一髪！」主題歌「ハウンド妄想」收錄
- FUKUYAMA FIRE!!!～A Tribute To Nekki Basara～

2005年5月25日
1. HOLY LONELY LIGHT
2. NEW FRONTIER
3. 突撃ラブハート
4. DYNAMITE EXPLOSION（Live Version）
5. REMEMBER 16（Acoustic Version）
6. 夢の道（Live Version）
7. SUBMARINE STREET
8. PLANET DANCE
9. LIGHT THE LIGHT
10. 名もなき果ての街で（Acoustic Version）
11. Heart&Soul
12. STARLIGHT DREAM（Live Version）
13. ANGEL VOICE（Acoustic Version）
14. LIKE A FIRE

- OVA「新蓋特機器人」Vocal Collection DRAGON BATTLE

2006年7月26日（Lantis）
插入歌「吠えろ！！」收錄
- 電視動畫「武裝鍊金」EXPERT-CD1

2007年3月28日
印象歌「キミがくれるPOWER」收錄

### DVD
- LONG LONG LIVE
- FIRE BOMBER 2005～A Tribute to Nekki Basara～
- ELECTRIC FIRE 2007～Tribute to BASARA ＆ MYLENE～
- 福神天国

## 提供・參加

### 作曲・編曲
- 諏訪部順一「Rise」
- 杉山紀彰「黄金の光」

### 編曲
- 影山浩宣「Brother」

### 作曲
- 遠藤正明「HAPPY ICE CREAM」
- 三重野瞳「風のシンフォニー」

## 外部連結
- 官方網站 （页面存档备份，存于）
- YOSHIKI FUKUYAMA Asia Tour 2009-2010 IN TAIWAN （页面存档备份，存于）